# Avesgaud de Bellême
Avesgaud de Belleme (m. Verdún, 27 de octubre de 1036) fue un noble normando, obispo de Le Mans.
Era hijo de Yves de Bellême y su esposa Godeheut (Godehilde). Sucesor en el obispado de su tío Sigefroi de Bellême hacia 997, hermano de su madre. Su episcopado se vio ensombrecido con constantes enfrentamientos bélicos y cruentos con Herberto I de Maine que tenía pretensiones sobre los derechos eclesiásticos.
Atacado por el conde Herberto de Maine se refugió en el castillo de Deuilly donde fue asediado y tuvo que huir al territorio de su hermano Guillermo de Bellême desde donde excomulgó a Heriberto. Guillermo se alió con su hermano, y envió a sus hijos Fulco (su primogénito) y Robert de Bellême a asolar Maine pero Heriberto recibió ayuda del nuevo duque Roberto I de Normandía, y derrotó a los invasores en la batalla de Ballon en la que murió Fulco y Roberto de Bellême fue hecho prisionero. Un tiempo después el obispo se reconcilió con Heriberto, le levantó el anatema y regresó al condado del Maine donde realizó numerosas construcciones.
Avesgaud abandonó su obispado y emprendió una peregrinación a Jerusalén. Murió en el camino de regreso, no lejos de Verdún. A su muerte en 1035 le sucedió su pariente Gervasio de Château-du-Loir, hijo de Haimon [Aimon] de Château-du-Loire y de Hildeburga que era la hija de Yves de Bellême.